# Konfiguracja elektronowa
Konfiguracja elektronowa (struktura elektronowa) pierwiastka – uproszczony opis atomu polegający na rozmieszczeniu elektronów należących do atomów danego pierwiastka na poszczególnych powłokach, podpowłokach i orbitalach. Każdy elektron znajdujący się w atomie opisywany jest przy pomocy zbioru liczb kwantowych.
Przyjmuje się, że w podstawowym stanie energetycznym wszystkie atomy danego pierwiastka posiadają jednakową konfigurację elektronową, o ile nie są związane z innymi atomami.
Konfigurację tę, a ściślej – energie poszczególnych elektronów i rozkład przestrzenny ich funkcji falowych, można ustalić na podstawie obliczeń kwantowomechanicznych. Dla pierwiastków zawierających niewiele elektronów jest to stosunkowo proste. Obliczenia stają się skomplikowane w miarę wzrostu liczby elektronów, dlatego też najczęściej do wyznaczania energii elektronów stosuje się metody spektroskopowe. W przypadku wielu pierwiastków, zwłaszcza lantanowców, metali przejściowych i metali ziem rzadkich, istnieją wciąż liczne kontrowersje na temat ich konfiguracji elektronowej i dlatego w różnych tabelach i opracowaniach można często znaleźć sprzeczne dane na ten temat. Wynika to w znacznej mierze z faktu, że konfiguracja elektronowa ma ścisły sens tylko w spinowo ograniczonym przybliżeniu Hartree-Focka – a metoda ta dla wielu układów zupełnie zawodzi. Innymi słowy, konfiguracja elektronowa jest parametrem modelu RHF, a nie jakąś obserwowalną strukturą.

## Konwencja zapisu konfiguracji
Konfigurację zapisuje się wg pewnej konwencji. Zapis ten może wyglądać na przykład tak:
neon: 1s22s22p6
lub w zapisie "klatkowym":
Liczby występujące przed literami oznaczają numery kolejnych powłok elektronowych. Ich numeracja zaczyna się od powłoki najbliższej jądra i rośnie wraz z oddalaniem się od niego. Małe litery ("s", "p", "d" i "f") oznaczają rodzaje typów orbitali, zaś górne indeksy liczbowe oznaczają liczbę elektronów znajdujących się na danym poziomie orbitalnym, w danym typie orbitalu.
Dla uproszczenia podaje się często zapis skrócony. Np.
węgiel: hel + 2s22p2
lub upraszczając:
C: [He]2s22p2
gdzie hel [He] to konfiguracja elektronowa helu (tzw. rdzeń helowy), do której dodane są kolejne elektrony. Zapis "klatkowy" przybiera teraz postać

## Ogólne zasady ustalania konfiguracji
Elektrony zajmują kolejne orbitale na kolejnych powłokach tak aby atom jako całość posiadał jak najniższą energię. W przypadku pierwiastków z grup głównych układu okresowego teoretyczne obliczenie energii elektronów na poszczególnych orbitalach jest stosunkowo proste. Dlatego można tu podać ogólne reguły zapełniania kolejnych orbitali, dzięki której znając liczbę atomową danego pierwiastka można łatwo samemu ustalić jego konfigurację.
Reguły te to:
- najpierw zapełnieniu ulegają orbitale "s", potem "p", potem "d" i na końcu "f".
- orbitale z wyższych warstw są zapełniane dopiero po całkowitym zapełnieniu warstw niższych.
- na orbitalach s mogą być tylko 2 elektrony, na p 6, na d 10 i na f 14
- w pierwszej powłoce jest tylko orbital s, w drugiej są orbitale s i p, w trzeciej s, p i d i w końcu w czwartej i piątej pojawiają się jeszcze orbitale f.

Warunki pisania konfiguracji elektronowej:
reguła Hunda - elektrony w stanie stacjonarnym rozmieszczane są w podpowłokach i powłokach, zaczynając od tych o najniższej energii.
W przypadku ciężkich metali z grup pobocznych oraz lantanowców reguły te jednak zawodzą. Np. zdarza się tu, że przed pełnym obsadzeniem orbitali z powłoki drugiej, zaczynają już się zapełniać orbitale s i p powłoki trzeciej (tak zwana promocja elektronowa).
Jest tak na przykład w przypadku palladu (promocja dwóch elektronów) – ostatnie orbitale powłok s i d nie zapełniają się według wzoru 5s24d8. Zamiast tego dwa elektrony z powłoki s "przeskakują" do powłoki d i tak zanika 5s2, którego wszystkie elektrony przechodzą do 4d8 i otrzymujemy 4d10.